# Naoufal Haddadi
Naoufal Haddadi (28 januari 1993) is een Nederlands voetballer die als verdediger bij Almere City FC speelde.

## Carrière
Naoufal Haddadi maakte zijn debuut voor Almere City FC in de Eerste divisie op 16 maart 2012, in de met 1-1 gelijkgespeelde uitwedstrijd tegen SC Veendam. Hij kwam in de 90e minuut in het veld voor Thijs Sluijter. Later speelde hij voor BVV De Kennemers, HFC EDO, JOS Watergraafsmeer en ZSGOWMS.

### Statistieken
| Seizoen                       | Club           | Land           | Competitie     | Competitie | Competitie | Beker | Beker | Totaal | Totaal |
| Seizoen                       | Club           | Land           | Competitie     | Wed.       | Dlp.       | Wed.  | Dlp.  | Wed.   | Dlp.   |
| ----------------------------- | -------------- | -------------- | -------------- | ---------- | ---------- | ----- | ----- | ------ | ------ |
| 2011/12                       | Almere City FC | Nederland      | Eerste divisie | 1          | 0          | 0     | 0     | 1      | 0      |
| Carrièretotaal                | Carrièretotaal | Carrièretotaal | Carrièretotaal | 1          | 0          | 0     | 0     | 1      | 0      |
| Bijgewerkt op 5 december 2016 |                |                |                |            |            |       |       |        |        |